# Morell 2
Morell 2 är ett reservat i Kanada.   Det ligger i provinsen Prince Edward Island, i den östra delen av landet, 1 000 km öster om huvudstaden Ottawa.
Omgivningarna runt Morell 2 är en mosaik av jordbruksmark och naturlig växtlighet. Runt Morell 2 är det mycket glesbefolkat, med 6 invånare per kvadratkilometer.